# South Orange Open
Il South Orange Open (conosciuto in passato come Eastern Grass Court Championships) è stato un torneo di tennis. Ha fatto parte del Grand Prix dal 1970 al 1983. Si è giocato a South Orange negli Stati Uniti su campi in cemento dal 1970 al 1972 e nel 1974, sull'erba nel 1973, e sulla terra verde dal 1975 al 1983.

## Albo d'oro

### Singolare
| Anno | Vincitore         | Finalista       | Punteggio     |
| ---- | ----------------- | --------------- | ------------- |
| 1970 | Rod Laver         | Bob Carmichael  | 6–4, 6–2, 6–2 |
| 1971 | Clark Graebner    | Pierre Barthes  | 6–3, 6–4, 6–4 |
| 1972 | Ilie Năstase      | Manuel Orantes  | 6–4, 6–4      |
| 1973 | Colin Dibley      | Vijay Amritraj  | 6–4, 6–7, 6–4 |
| 1974 | Alex Metreveli    | Jimmy Connors   | Walkover      |
| 1975 | Ilie Năstase      | Bob Hewitt      | 7–6, 6–1      |
| 1976 | Ilie Năstase      | Roscoe Tanner   | 6–4, 6–2      |
| 1977 | Guillermo Vilas   | Roscoe Tanner   | 6–4, 6–1      |
| 1978 | Guillermo Vilas   | José Luis Clerc | 6–1, 6–3      |
| 1979 | John McEnroe      | John Lloyd      | 6–7, 6–4, 6–0 |
| 1980 | José Luis Clerc   | John McEnroe    | 6–3, 6–2      |
| 1981 | Shlomo Glickstein | Dick Stockton   | 6–3, 5–7, 6–4 |
| 1982 | Yannick Noah      | Raúl Ramírez    | 6–3, 7–6      |
| 1983 | Brad Drewett      | John Alexander  | 4–6, 6–4, 7–6 |

### Doppio
| Anno | Vincitori                      | Finalisti                         | Punteggio     |
| ---- | ------------------------------ | --------------------------------- | ------------- |
| 1970 | Patricio Cornejo Jaime Fillol  | Andrés Gimeno Rod Laver           | 6–2, 6–4      |
| 1971 | Bob Carmichael Tom Leonard     | Clark Graebner Erik Van Dillen    | 7–6, 6–7, 6–4 |
| 1972 | Non disputato                  | Non disputato                     | Non disputato |
| 1973 | Jimmy Connors Ilie Năstase     | Pancho Gonzales Tom Gorman        | 6–7, 6–3, 6–2 |
| 1974 | Brian Gottfried Raúl Ramírez   | Anand Amritraj Vijay Amritraj     | 7–6, 6–7, 7–6 |
| 1975 | Jimmy Connors Ilie Năstase     | Dick Crealy John Lloyd            | 7–6, 7–5      |
| 1976 | Fred McNair Marty Riessen      | Vitas Gerulaitis Ilie Năstase     | 7–5, 4–6, 6–2 |
| 1977 | Colin Dibley Wojciech Fibak    | Ion Țiriac Guillermo Vilas        | 6–1, 7–5      |
| 1978 | Peter Fleming John McEnroe     | Ion Țiriac Guillermo Vilas        | 6–3, 6–3      |
| 1979 | Peter Fleming John McEnroe     | Fritz Buehning Bruce Nichols      | 6–1, 6–3      |
| 1980 | William Maze John McEnroe      | Fritz Buehning Van Winitsky       | 7–6, 6–4      |
| 1981 | Fritz Buehning Andrew Pattison | Shlomo Glickstein David Schneider | 6–1, 6–4      |
| 1982 | Raúl Ramírez Van Winitsky      | Jai Di Louie Blaine Willenborg    | 3–6, 6–4, 6–1 |
| 1983 | Fritz Buehning Tom Cain        | John Lloyd Dick Stockton          | 6–2, 7–5      |